# مارس‌برخن
مارس‌برخن (به هلندی: Maarsbergen) یک منطقهٔ مسکونی در هلند است که در اوترختسه هئوفل‌روخ واقع شده‌است. مارس‌برخن ۸۵۰ نفر جمعیت دارد.